# Intesa Sanpaolo

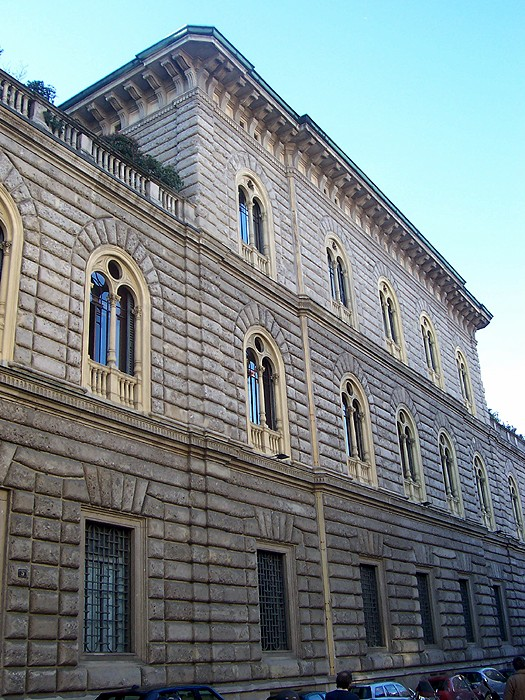
Tweede hoofdkantoor in Milaan

Intesa Sanpaolo (Intesa Sanpaolo S.p.A.) is op een na grootste bank in Italië met het hoofdkantoor in Turijn en tweede hoofdkantoor in Milaan.

## Activiteiten
De bank biedt een grote verscheidenheid van bankdiensten aan particulieren en bedrijven. Verder heeft het een grote vermogensbeheerder en een verzekeraar. Het zwaartepunt van de activiteiten ligt in Italië. Hier beschikt het over een netwerk van zo’n 3750 kantoren en telde de bank in 2019 zo'n 12 miljoen klanten. Buiten Italië is de bank vooral, maar niet uitsluitend, actief in Oost-Europa. Hier telde Intesa Sanpaolo ruim 7 miljoen klanten en 1047 kantoren in 2019. Belangrijke landen met relatief veel klanten zijn Kroatië, Slowakije, Servië en Egypte. In 2019 telde het 89.100 medewerkers, waarvan 65.700 actief in Italië.
Het bedrijf is genoteerd aan de Borsa Italiana en maakt onderdeel uit van de aandelenindex FTSE MIB. Er zijn slechts enkele grootaandeelhouders, waarvan de Fondazione Compagnia di San Paolo de grootste is met een belang van 6,2%, waardoor de free float ruim boven de 80% ligt.
De bank is genoteerd aan de Borsa Italiana en maakt onderdeel uit van de aandelenindex FTSE MIB.

### Resultaten
De resultaten van de bank laten grote schommelingen zien sinds 2010, met grote verliezen in 2011 en 2013. Het grote verlies van 2011 was het resultaat van een forse afboeking op de goodwill, 10 miljard euro, die was ontstaan bij de fusie van de twee banken in 2007. Van de drie grote Italiaanse banken, de andere twee zijn UniCredit en Monte dei Paschi di Siena, is Intesa Sanpaolo relatief goed door de kredit- en eurocrisis gekomen.
| Jaar | Nettoresultaat | Balanstotaal | Eigen vermogen |
| ---- | -------------- | ------------ | -------------- |
| 2010 | 2705           | 657.025      | 53.533         |
| 2011 | -8190          | 639.221      | 47.040         |
| 2012 | 1605           | 673.472      | 49.613         |
| 2013 | -4550          | 624.179      | 44.520         |
| 2014 | 1251           | 647.343      | 44.683         |
| 2015 | 2739           | 646.496      | 47.776         |
| 2016 | 3111           | 725.100      | 48.911         |
| 2017 | 7313           | 796.861      | 56.205         |
| 2018 | 4050           | 787.721      | 54.025         |
| 2019 | 4182           | 816.102      | 55.968         |
| 2020 | 3277           |              |                |
| 2021 | 4185           |              |                |
| 2022 | 4354           |              |                |

### Dochterondernemingen
Deze bank heeft meerdere dochterondernemingen:
| Intesa Sanpaolo Bank Albania          | Albanië            |
| Intesa San Paolo Banka                | Bosnië Herzegovina |
| Alexbank (Bank of Alexandria)         | Egypte             |
| Banca IMI                             | Groot-Brittannië   |
| CIB Bank                              | Hungarije          |
| Intesa Sanpaolo Bank Ireland          | Ierland            |
| Privredna banka Zagreb                | Kroatië            |
| Banca Fideuram                        | Luxemburg          |
| Pravex Bank                           | Oekraïne           |
| Intesa Sanpaolo Bank Romania          | Roemenië           |
| Bank Intesa                           | Rusland            |
| Banca Intesa Beograd                  | Servië             |
| Banka Koper                           | Slovenië           |
| VÚB Banka                             | Slowakije          |
| VÚB Banka                             | Tsjechië           |
| Intesa Sanpaolo Private Bank (Suisse) | Zwitserland        |

## Geschiedenis
De bank is het resultaat van een fusie van Banca Intesa en Sanpaolo IMI. De plannen hiervoor werden medio 2006 bekendgemaakt en op 1 januari 2007 was de combinatie een feit. De twee gaan verder als Intesa Sanpaolo. In het eerste jaar rapporteerde de bank een winst van 7 miljard euro en sloot het jaar 2007 af met een balanstotaal van 573 miljard euro.
Medio 2020 stemden de aandeelhouders van Unione di Banche Italiane (UBI) in met een overnamebod van Intesa Sanpaolo. Eerder wees het bestuur van UBI het bod af, maar nadat Intesa het bod had verhoogd kreeg het op 30 juli 2020 zo'n 90% van de aandelen UBI in handen. De overnamesom vertegenwoordigt een waarde van zo'n 5 miljard euro en met de koop van de concurrent verstevigd Intesa de positie in Italië. De combinatie telt meer dan 100.000 medewerkers en heeft een balanstotaal van meer dan 1000 miljard euro.
In september 2021 nam Intesa Sanpaolo de Luxemburgse vermogensbeheerder CBP Quilvest over met filialen in België en Luxemburg.
De bank kwam recentelijk in verlegenheid door een bankier die de rekeningen van zo'n 3.500 Italiaanse prominenten bekeek. Onder hen is ook de Italiaanse premier Giorgia Meloni.